# Sankt Agatha
Sankt Agatha est une petite commune d’Autriche sur la rive gauche du Danube. Situé dans un environnement calme, elle est très appréciée des touristes qui cherchent le repos. L’agglomération de Sankt Agatha est divisée en 40 quartiers.

## Histoire
Les premières traces remontent aux Romains. Le nom de Sankt Agatha vient d’une sainte nommée Agatha. En 1213, l’église de Sankt Agatha est construite, mais ce n’est qu’à 1542 que le village figure pour la première fois sur une carte régionale de la Haute-Autriche. Une des premières mentions dans un document date de l’année 1664.
L’événement qui a touché Sankt Agatha le plus durement fut la révolte des paysans en 1526, une révolte contre l’oppression et la hausse des impôts. Les deux figures de proue de cette révolte ont leurs origines à Sankt Agatha : Stefan Fadinger et Christoph Zeller. Au cours de la répression de la révolte, ils ont tous les deux perdu la vie.
Au XVIIIe siècle, l’agriculture prend un essor formidable. À partir de 1850, Sankt Agatha est reconnu officiellement comme commune à part entière.
Les deux guerres mondiales ont durement frappé le village. Certes, il n’a pas été détruit ni endommagé, mais un grand nombre d’habitants du village ne sont pas revenus du front.
Après 1945, Sankt Agatha se remit très vite et a grandi de plus en plus.

## Culture et curiosités
Sankt Agatha est avant tout connu pour son implication dans la révolte des paysans ce qui se manifeste également dans la vie culturelle. Les personnes intéressées ont la possibilité de visiter le domaine de Fadinger, la maison d’origine de Stefan Fadinger, ainsi qu’un musée et un monument. De plus, le « groupe de Stefan Fadinger » organise des fêtes et des cortèges et représente une pièce de théâtre tous les cinq ans.
D’autres vestiges sont la ruine « Stauff », le lieu de repos « Steinhügel », une ancienne carrière, et une vieille forge. 
Pour les sportifs, Sankt Agatha offre un grand nombre de sentiers de randonnée, de pistes cyclables et une piscine en plein air. En hiver, une remontée mécanique et des pistes de ski de fond permettent de faire du sport.